# Характерник (роман)
«Характерник» — історичний роман українського письменника Василя Шкляра, вперше опублікований у видавництві «Книжковий клуб „Клуб сімейного дозвілля“» 2019 року. У романі розповідається про Запорізьку Січ та неймовірну подію, що сталась на Січі в другій половині XVII століття.

## Історія написання
На презентації роману Характерник 16 жовтня 2019 року Василь Шкляр так описує передумови написання «Характерника»:

| «Після тих драматичних історій, які мені довелось висвітлювати в романах Троща, Маруся, Чорний ворон…, я вирішив написати веселу історію, аби ви читали її з усмішкою. Я вирішив заглибитися в козацькі часи. Мені не цікаво було писати про козаків якесь фентезі, таку чисто пригодницьку книжку, я знову-таки довго шукав правдиву документальну історію, яку я б інтерпретував художнім словом. Я знайшов її і просто здригнувся, здивувався, що вона досі не висвітлена в художній літературі, коли це такий благодатний матеріал…». |
Про фентезійну направленість роману:

| «… я від самого початку не хотів збиватися на якісь особливі фантазії, щоб це не вийшло фентезі, тому я одразу відмовився від того, щоб там відбувалися якісь надприродні події… …була містика, яку ми називаємо реалістичною і я намагався все це описати так, як воно є насправді…» |
Історичність подій та персонажів:

| «Ви зустрінете немало відомих історичних осіб, зустрінете наших гетьманів: Брюховецького, Многогрішного, Самойловича, побачите ставлення моє до них, але я його абсолютно не формував під якимось там специфічним враженням, це все також тримається достовірних фактів.» |
Гумористична складова та художні прийоми:

| «…тут є гумор, іронія, як сказала одна моя молодша колега, Олександра Яворівська «він на кінчику пера, його треба ловити і посміхатися». |
| «… коли там москалі щось кажуть, то мені ж треба, як і будь-яку іноземну мову, перекладати, давати в примітках, але я ж теж не розумію, що вони кажуть… посол москальський каже «чьо там, милок?», я думав-думав і зробив зноску: «милок» - очевидно йдеться про якесь отруйне мило…» |

## Наклад
КСД повідомило, що книгу було видано накладом 20 тис. примірників роману. Також в 2021 році було здійснено друге видання.

## Сюжет
В другій половині XVII століття сталась подія, яку зафіксовано в архівах тодішньої Московії. На Січ разом з козаками (на чолі з Іваном Міюським) прибуває юнак, який називається царевичем Симеоном Олексійовичем, сином тодішнього царя Олексія. В той час Запорізька Січ на чолі з Іваном Сірком переживала не найкращі часи. Змушені залежати від московської влади та визнавати гетьманом ставленика Москви Івана Самойловича, Іван Сірко все ж хоче відстоювати незалежність Січі, що приводило його до підтримки Дорошенка та подеколи навіть встановлення ситуативних зв’язків з Річчю Посполитою. Тому прихід на Січ Симеона Олексійовича відкриває перед Сірком перспективи зміни відносин з Московією, відкритим є лише питання, чи дійсно на Січ прийшов справжній царевич?
Паралельно до опису подій на Січі подається історія Кирика, хлопця, чий батько, Кирило Лупиніс, був козаком та загинув. Іван Богун забирає хлопця до Кміти, старого козака-характерника, для навчання «характерництва». Після закінчення науки Кирик стає одним з найближчих до Сірка козаків та розпочинає свій шлях козака-характерника. 

## Ідейно-тематичний зміст
Віталій Квітка стверджує, що "У центрі дискурсу цього роману навіть не доля України, але потреба шанобливого ставлення до неї. Василь Шкляр, може трохи заказково, так, щоб ледве не січовий лелека ніс у фіналі оповіді немовлятко Христі з Кириком, малює нам ідеальне в наших ментальних мріях державство та співтовариство побратимів, нашу Утопію – Січ-Матір. Місце, де всі мешканці рівні, там панує неписаний закон, що шанується всяким із побратимів, але там царює також козацька демократія. Ми лише трішки заковтнули такого повітря, саме на майданах 2004 та 2014 років. А от Шкляр оповідає: часом люди жили таким побутом сторіччями."

## Видання
- Василь Шкляр. Характерник. Харків: КСД. 2019. 304 стор. ISBN 978-617-12-6841-8